# Bonetrura boneti
Bonetrura boneti är en urinsektsart som först beskrevs av Riozo Yosii 1962.  Bonetrura boneti ingår i släktet Bonetrura och familjen Isotomidae. Inga underarter finns listade.